# Bileve, Izeaslav
Bileve (în ucraineană Білеве) este localitatea de reședință a comunei Bileve din raionul Izeaslav, regiunea Hmelnîțkîi, Ucraina.

## Demografie
Componența lingvistică a localității Bileve
     Ucraineană (99,69%)
     Alte limbi (0,31%)
Conform recensământului din 2001, majoritatea populației localității Bileve era vorbitoare de ucraineană (99,69%), existând în minoritate și vorbitori de alte limbi.